# Pintura manierista

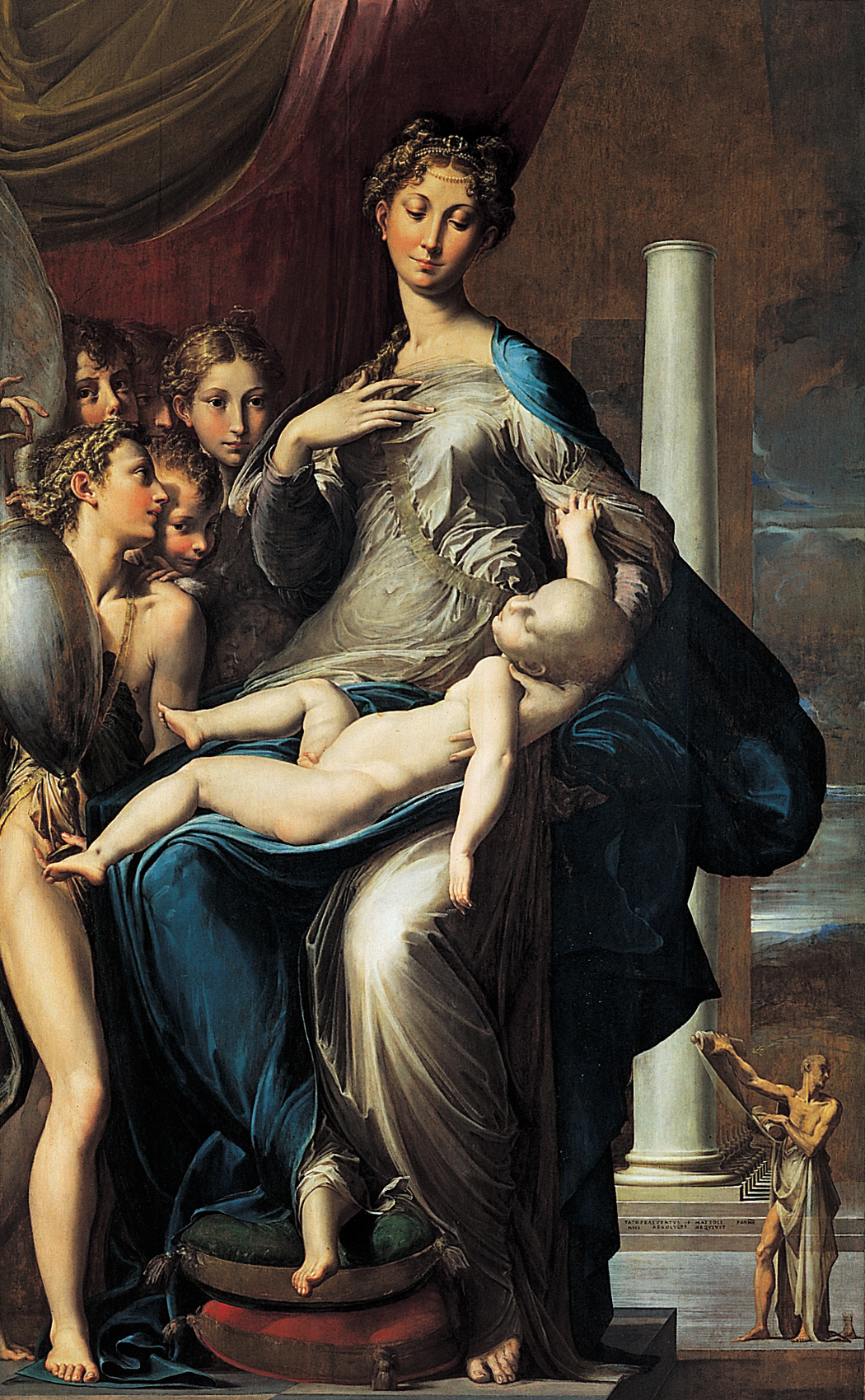
En la Virgen del cuello largo (1534-40) de Parmigianino, el manierismo se muestra en las proporciones alargadas, poses muy estilizadas y falta de una perspectiva clara.

La pintura manierista es un estilo artístico que predominó en Italia desde el final del Alto Renacimiento (ca. 1530) y duró hasta alrededor del año 1580 en Italia, cuando comenzó a ser reemplazado por un estilo más barroco, pero el manierismo nórdico persistió hasta principios del siglo XVII por gran parte de Europa hacia el año 1610. Se inició en la Roma de los Papas Julio II y León X, y se difundió por el resto de Italia y de Europa.

## Características
El término «manierismo» proviene de maniera moderna (término que profiere de la Vite de Vasari), en referencia a aquellas obras que se decían realizadas a la manera de los grandes maestros del Alto Renacimiento. La imitación de las obras de Leonardo, Rafael y Miguel Ángel hace que se produzcan imágenes artificiosas. En cierto sentido, la propia grandeza de esas obras maestras cerraba las vías a la creatividad artística, y a las jóvenes generaciones no les quedaba sino la imitación. Es un arte propio de la época de crisis, tanto económica como espiritual en el medio de la Reforma protestante; los diversos problemas se ven simbolizados en el Saco de Roma en 1527. Los comitentes no son burgueses, sino los aristócratas, mecenas que deseaban complicadas alegorías cuyo sentido no siempre es claro. Resultaba un estilo inadecuado para el tema religioso, por lo que en la Contrarreforma se optó por otras formas más apropiadas. 
No se intenta representar la realidad de manera naturalista, sino que se hace extraña, un poco deformada, como un capricho. Los cuadros ya no transmiten el sereno orden y equilibrio del Alto Renacimiento sino que se inclinan por representaciones anticlásicas, intrincadas y complicadas en cuanto a su sentido. Los modelos adoptan posturas complicadas. Se las representa de manera desproporcionada, elásticas, alargadas. La perspectiva es infinita. El manierismo resulta refinado y de difícil interpretación, debido tanto a su sofisticación intelectual como a las cualidades artificiales de la representación. La luz no es natural sino fría y coloreada de manera antinatural, lo mismo que los colores: son extraños, fríos, artificiales, violentamente enfrentados entre sí, en vez de apoyarse en gamas.

## Evolución

### Manierismo temprano

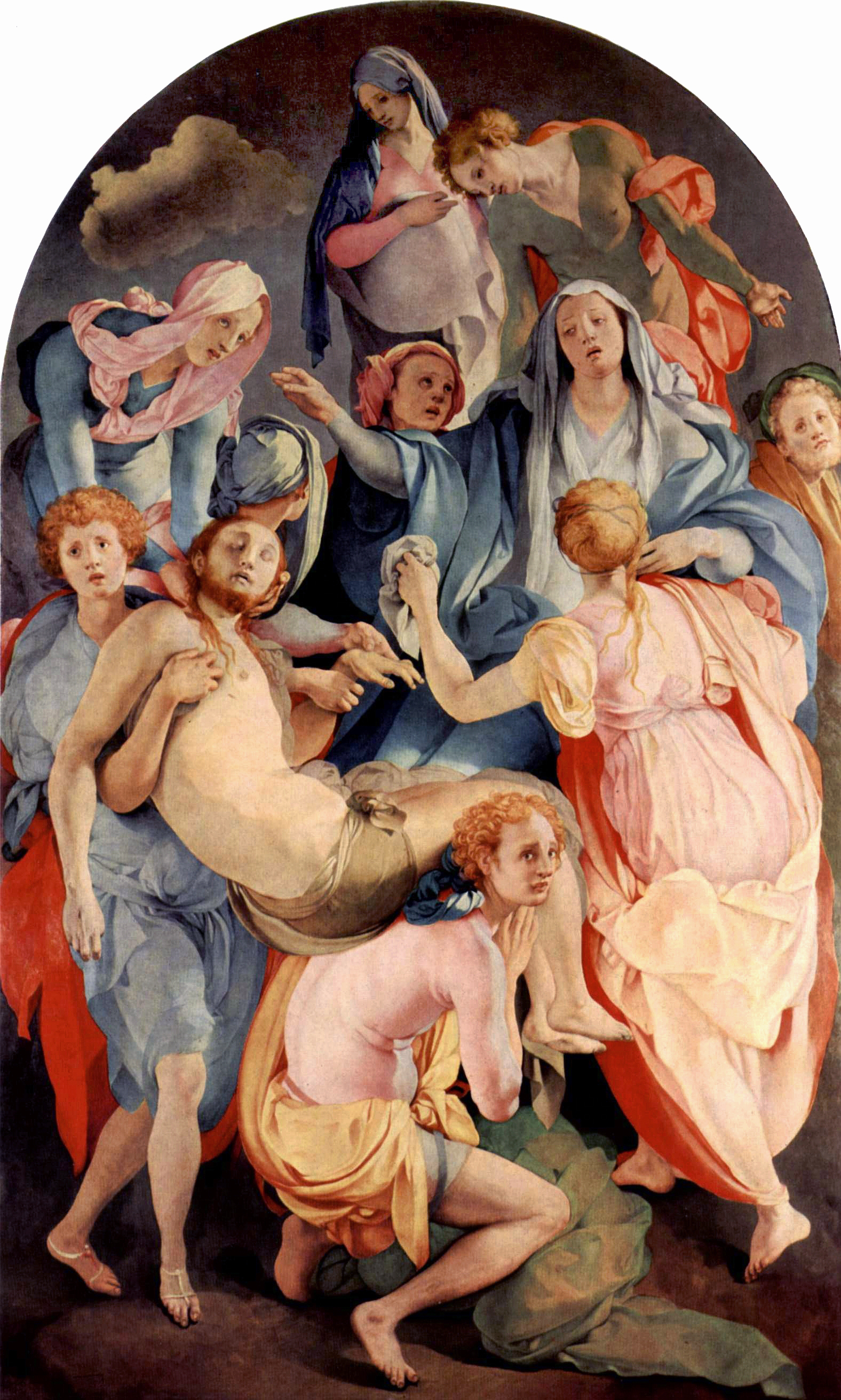
Pontormo, Descendimiento de Cristo, 1528; Santa Felicità, Florencia.

Dependiendo del relato histórico, el manierismo se desarrolló entre 1510 y 1520 en Florencia, Roma, o en ambas ciudades. Andrea del Sarto, que dominó la pintura florentina en el primer tercio del siglo XVI, aunque tiene elementos del Cinquecento como la composición piramidal o el esfumado leonardesco, tiene ya características manieristas como el cierto misterio de sus figuras y las difícil actitudes de las figuras representadas. Sus alumnos Jacopo da Pontormo y Rosso Fiorentino se encuentran entre los primeros puramente manieristas de Florencia; destacan por sus formas alargadas, poses en equilibrio precario, una perspectiva caída, ambientaciones irracionales y una iluminación teatral. Pontormo ejemplifica el manierismo con figuras alargadas y posturas formadas, en un ambiente misterioso; a él se debe una obra muy representativa del manierismo, especialmente por sus colores irracionales y su luz fría y poco natural: el Descendimiento de Cristo, 1528. 
En Roma trabajaba esos años Miguel Ángel, quien en alguna de sus obras presenta rasgos que anticipan el manierismo, como los diversos ignudi pintados en diferentes posiciones en el techo de la Capilla Sixtina; se cree que algunos de ellos estuvieron influidos por el «Torso de Belvedere» y que influyó a otros pintores.
Este período ha sido descrito tanto como una extensión natural del arte de Andrea del Sarto, Miguel Ángel y Rafael, así como el declive de los logros clasicistas de esos mismos artistas. En el pasado, las formas alargadas de este estilo y formas distorsionadas fueron interpretados como una reacción a las composiciones idealizadas prevalentes en el Alto Renacimiento.
También en Roma había otros pintores que seguían caminos estilísticos análogos a los de Rosso Fiorentino y Pontormo: Parmigianino y Giulio Romano. Estos artistas habían madurado bajo la influencia del Alto Renacimiento y su estilo ha sido caracterizado como una reacción o exagerada extensión de él. En lugar de estudiar directamente la naturaleza, artistas más jóvenes comenzaron a estudiar esculturas helenísticas y pinturas de los antiguos maestros. Por lo tanto este estilo a menudo se lo identifica como «anticlásico». Sin embargo, en su época se consideró una progresión natural a partir del Alto Renacimiento. La más temprana fase experimental del manierismo conocida por sus formas anticlásicas duraron hasta alrededor de 1540 o 1550. Marcia Hall, en su libro After Raphael, considera que el principio del manierismo en Roma hay que situarlo en la muerte de Rafael (1520). 
Parmigianino se formó en Parma, siguiendo a Correggio. Correggio tiene un estilo muy personal que consigue notables efectos de ingravidez e ilusionismo que posteriormente fue muy imitado en el barroco. Alarga las formas de manera desproporcionada, crea imágenes artificiales y refinadas. Estuvo en Roma entre 1524 y 1527, donde entró en contacto con la obra de Miguel Ángel y Rafael, quienes le influirán decisivamente. Entre sus obras representativas se encuentran los frescos que hizo en Parma como la Asunción de la Virgen, decoración al fresco en la Catedral de Parma, imitada por las generaciones posteriores. Parmigianino, por otro lado,  realizó el emblemático cuadro de la Virgen del cuello largo (1534-1540) y finalmente puede mencionarse su extraño autorretrato, con la mano por delante y a modo de representación en espejo convexo deformante. 
El segundo, Giulio Romano, fue el principal ayudante de Rafael.
Por su parte, Giulio Romano pintó en el Vaticano con Rafael y más tarde en Mantua, para Federico Gonzaga, donde realizó la Sala de Amor y Psique (1527-1531) que hizo en el Palacio del Té

### Altamaniera
El segundo período del manierismo se diferencia normalmente del anterior, llamada fase «anticlásica».

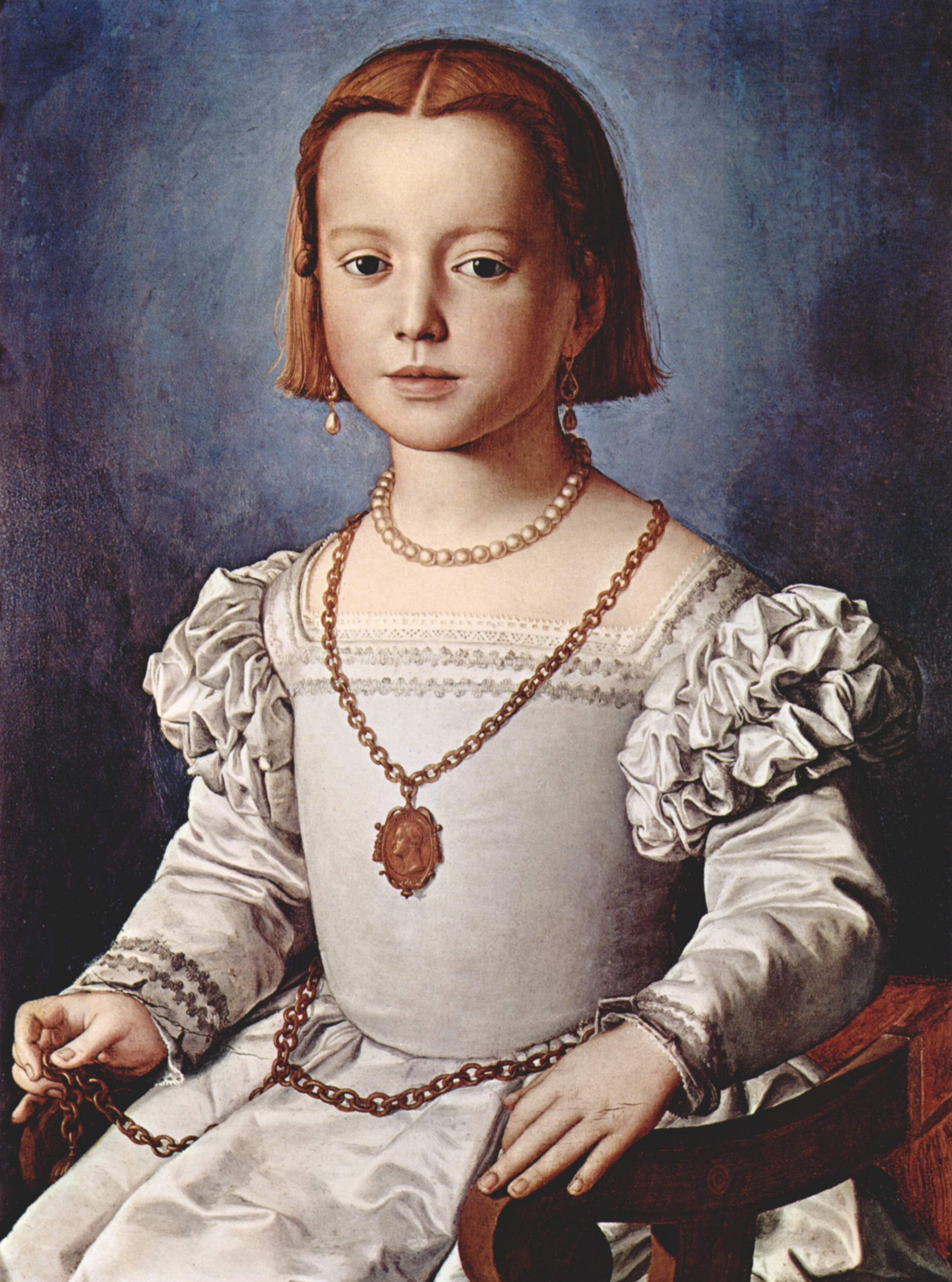
Bronzino, Retrato de Bia de'Medici.

Los manieristas posteriores enfatizaron los conceptos intelectuales y el virtuosismo artístico, rasgos que han llevado a críticos posteriores a acusarlos de trabajar en un «estilo» (maniera) poco natural y afectada. Los artistas de maniera consideraban a su contemporáneo de mayor edad, Miguel Ángel, como su primer ejemplo; el suyo era un arte de imitación al arte, más que de imitar a la naturaleza. Freedberg considera que el aspecto intelectualizante de este arte «amanerado» proviene de que el artista espera que el público se dé cuenta y comprenda sus referencias visuales, la figura familiar en una ambientación poco familiar rodeada de «comillas que no se ven, pero que se sienten». El artificio supremo proviene en el amor de este tipo de pintor de malversar deliberadamente una cita, por ejemplo Bronzino incluyendo la figura de una mujer detrás de la Venus de Médici en una imagen religiosa que representa la resurrección de Cristo. Agnolo Bronzino y Giorgio Vasari ejemplifican esta tendencia del manierismo que dura desde alrededor del año 1530 hasta 1580. Bronzino era discípulo de Pontormo y muestra también esa luz fría de su maestro. Los retratos de Bronzino se distinguen por una elegancia estática y atención meticulosa al detalle. Como resultado, se dice que los modelos de Bronzino ponían un abismo de incomunicación entre el sujeto y el espectador, concentrándose en representar el brillo y la textura de las ricas telas. Un ejemplo de su estilo es el Retrato de Lucrecia Panciatichi (1540). Vasari, lo mismo que Daniele da Volterra realizaron obras a la manera de su maestro, Miguel Ángel, distorsionando fuertemente las figuras. 
Con base principalmente en los círculos cortesanos e intelectuales de toda Europa, el manierismo auna una elegancia exagerada con una atención exquisita a la superficie y el detalle: figuras con piel de porcelana se reclinan en una luz plana y atenuada, lanzando al espectador una mirada fría. El sujeto manierista raramente muestra un exceso de emoción, y por esta razón son a menudo interpretados como fríos o distantes, y a menudo se les llama estilo «estiloso» o la Maniera.

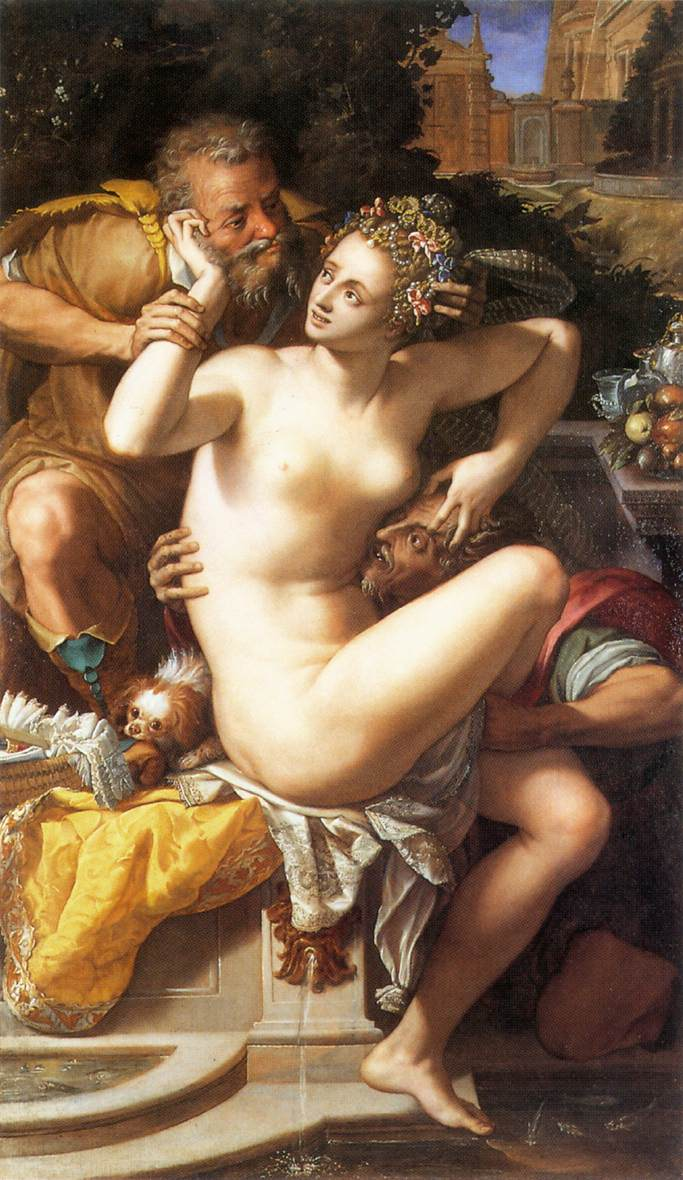
Alessandro Allori, Susana y los viejos.

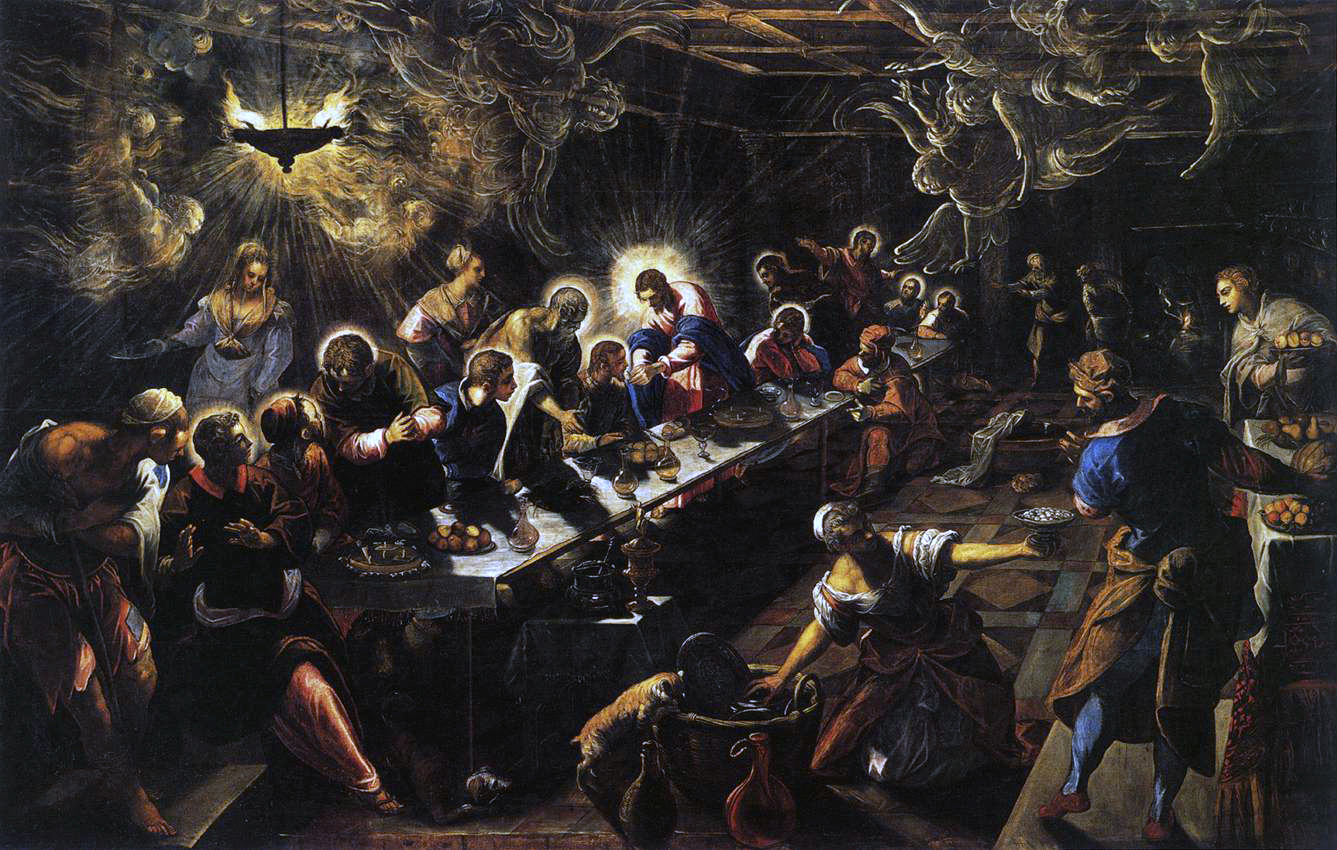
Tintoretto, Última cena, 1592-1594.

La obra de Alessandro Allori (1535 - 1607) Susana y los viejos usa un erotismo artificial, como de cera, y un detalle propio de bodegón conscientemente brillante, en una composición retorcida y muy poblada. Se lleva el espectador tan cerca de los sujetos que casi se puede sentir como un tercer viejo mirando lascivamente a la escena de una Susana joven, aparentemente paralizada, que está siendo acosada por dos depredadores libidinosos.

### Difusión del manierismo

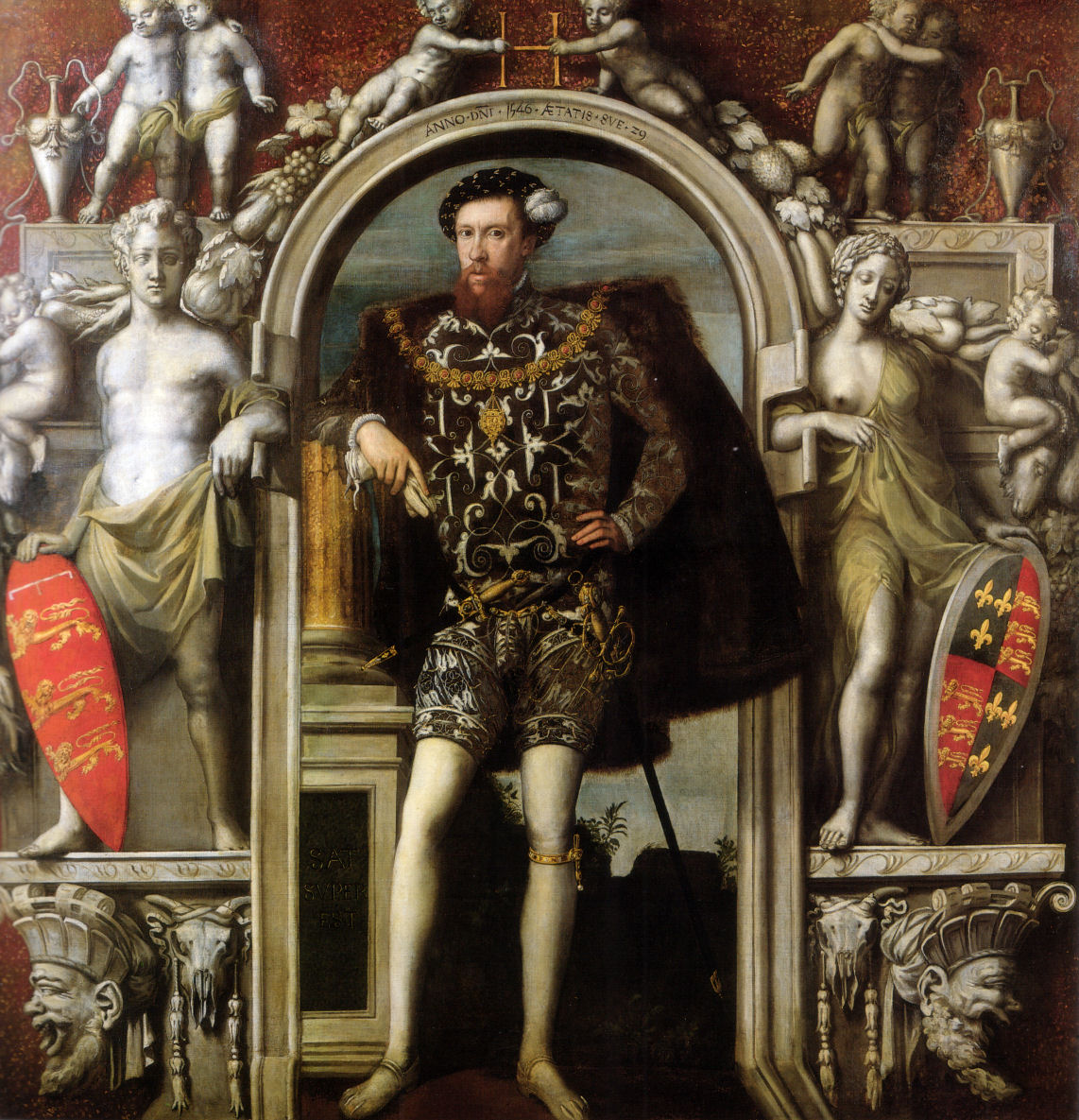
Manierismo inglés: Henry Howard, conde de Surrey, 1546, un inusual retrato manierista inglés, obra de un pintor flamenco, atribuido a William Scrots.

Los centros manieristas en Italia fueron Roma, Florencia y Mantua. La pintura veneciana, en su «escuela» separada, siguió una vía independiente, representada en la larga carrera de Tiziano. Se caracteriza la escuela veneciana por su sensualidad y su cromatismo. Giorgione inició el nuevo estilo, con algunas obras que se podrían considerar manieristas por su artificiosidad y difícil interpretación, como su famosa Tempestad.
El gran maestro de la pintura veneciana fue Tiziano, condiscípulo de Giorgione. Realizó cuadros religiosos como la Asunción de la Virgen, pero notables son también sus retratos como Carlos V a caballo en Mühlberg. Paolo Veronés pintó escenas religiosas enmarcadas en enormes arquitecturas clásicas que anticipan el barroco. Pero el único al que propiamente se puede llamar manierista, de todos los artista venecianos, es Tintoretto, influido por el color de Tiziano y la tensión, las posturas difíciles de Miguel Ángel. Su obra La última cena epitomiza el manierismo al situar a Jesús y la mesa fuera del centro de la habitación. Otros artistas venecianos de la época son Palma el Viejo, Paris Bordone, Sebastiano del Piombo, Lorenzo Lotto y Jacobo Bassano.
Una serie de artistas manieristas tempranos que habían trabajado en Roma durante los años 1520 huyeron de la ciudad tras el Saco de Roma en 1527. Conforme se dispersaron por el continente en busca de empleo, su estilo se expandió por toda Italia y Europa. El resultado fue el primer estilo artístico internacional desde el gótico.
El estilo se desvaneció en Italia después del año 1580, conforme una nueva generación de artistas, incluyendo a los hermanos Carracci, Caravaggio y Cigoli, pusieron el énfasis en el naturalismo. Walter Friedlaender identifica este período como «antimanierismo», del mismo modo que los primeros manieristas eran «anticlásicos» en su reacción frente a la pintura del Alto Renacimiento.
Fuera de Italia, sin embargo, el manierismo se prolongó durante el siglo XVII. En Francia, el manierismo fue difundido por Rosso Fiorentino, quien fue allí a trabajar en la corte de Fontainebleau. Había sido compañero de Pontormo en el estudio de Andrea del Sarto. Llevó el manierismo florentino a Fontainebleau en 1530, donde se convirtió en uno de los fundadores de la llamada la Escuela de Fontainebleau. También en este palacio real francés trabajó el boloñés Francesco Primaticcio. En la Galería de Francisco I del Palacio de Fontainebleau, Rosso pintó La muerte de Adonis. La influencia de estos artistas italianos hizo nacer la primera Escuela de Fontainebleau, que fue seguida por una segunda, con el flamenco Ambroise Dubois, Toussaint Dubreuil y Martin Fréminet.

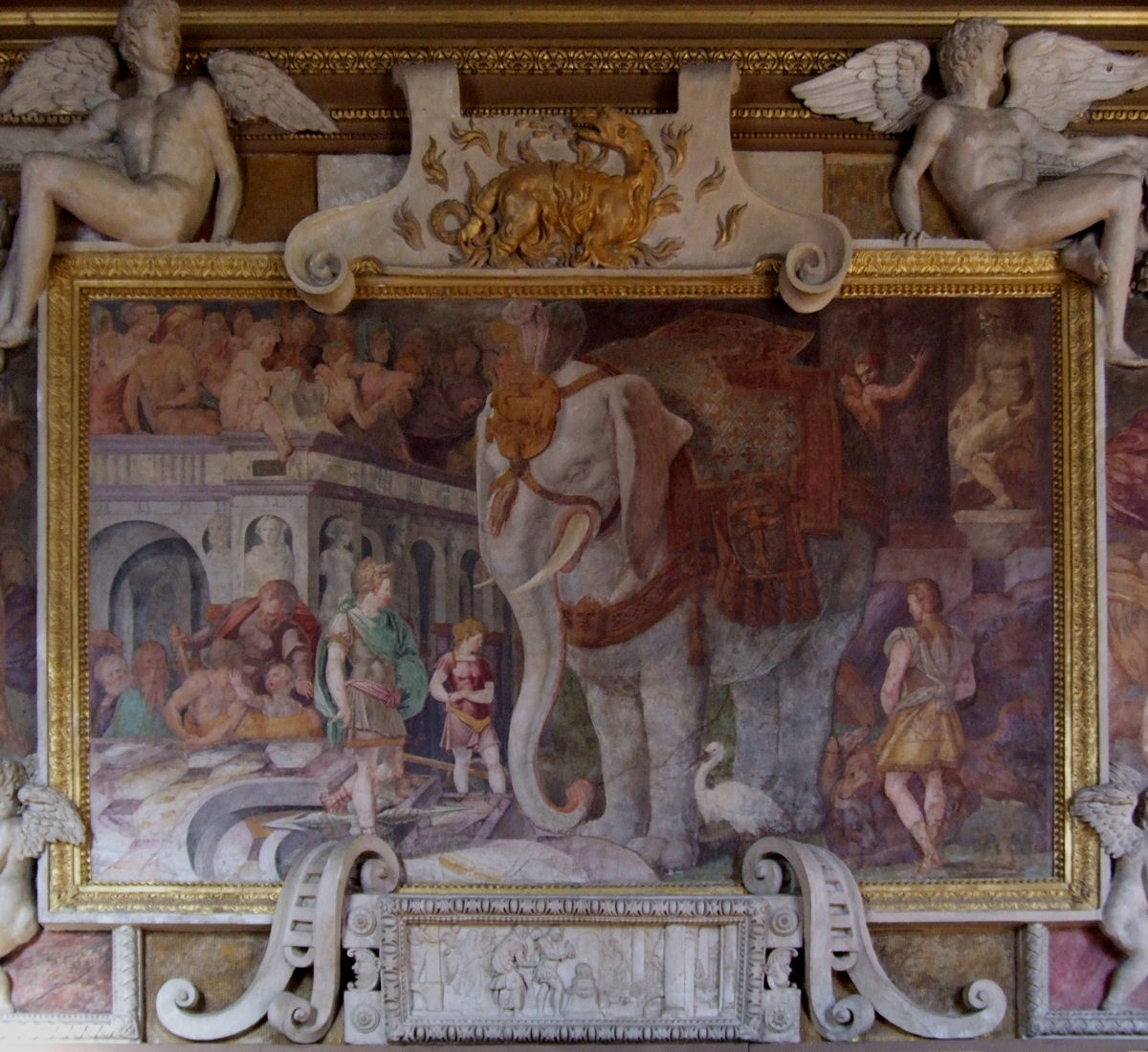
Rosso Galería de Francisco I, Palacio de Fontainebleau, Francia

Otros importantes centros continentales incluyen la corte de Rodolfo II en Praga (Bohemia), centro apasionante del Manierismo internacional. Reunió artistas de diversas procedencias: Hans von Aachen, Josef Heinz el Viejo, el flamenco Bartholomeus Spranger y el milanés Giuseppe Arcimboldo, autor de representaciones fantasiosas a partir de la acumulación de frutas, verduras, etc. A Josef Heinz se debe la Venus dormida (h. 1600) del Kunsthistorisches Museum de Viena.
En Holanda destacan los pintores de Haarlem: Cornelis van Haarlem y Hendrick Goltzius. Es un movimiento totalmente independiente del llamado manierismo de Amberes, anterior e independiente del manierismo italiano, representado por pintores como Jan de Beer o Jan Wellens de Cock. Pintores de la época fueron Pieter Aertsen y Joachim Beuckelaer, que realizaron, como los Bassano en Venecia, escenas religiosas a modo de cuadros de género o bodegones. Pero más propiamente manieristas fueron Jan Sanders van Hemessen, Martin van Heemskerck o Marinus van Reymerswale, que se vieron influidos por las representaciones anatómicas de Miguel Ángel, pero realizadas de manera distorsionada y exagerada.
El manierismo como categoría estilística se aplica en menor medida cuando se habla de la pintura inglesa, pues se prefieren categorías locales como isabelina o jacobea. En Inglaterra trabajó el flamenco William Scrots

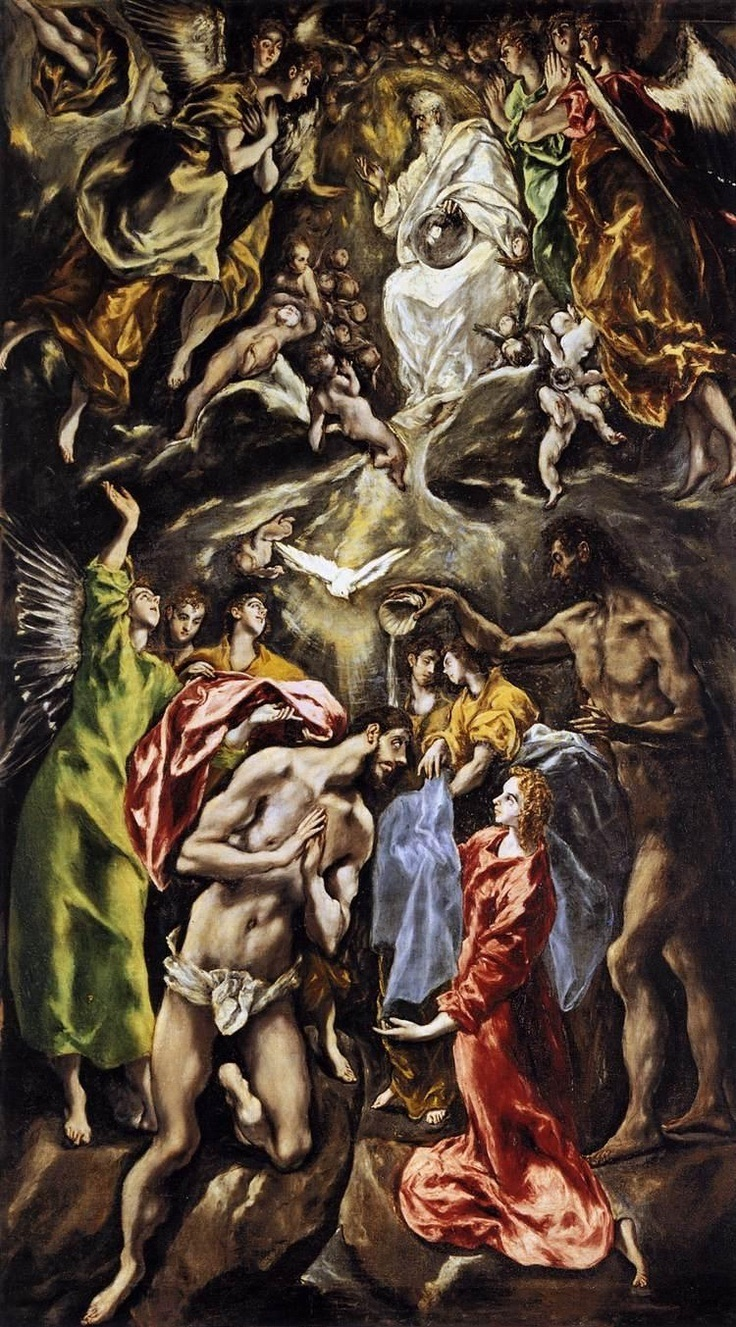
El Greco, Bautismo de Cristo.

En España, pueden ser considerados manieristas, por el momento en que trabajaron, Juan de Juanes, Alonso Sánchez Coello y su seguidor Juan Pantoja de la Cruz, aunque se mantuvieron alejados de las distorsiones italianas. Distintos son los casos de Luis de Morales, entre la pintura manierista y la tradición hispanoflamenca y, sobre todo, El Greco con obras como el Laoconte (1600) hoy en la National Gallery de Washington. El Greco intentó expresar la tensión religiosa con un exagerado manierismo. Tras la representación realista de la forma humana y la maestría en la perspectiva lograda en el Clasicismo del Alto Renacimiento, algunos artistas empezaron a distorsionar deliberadamente las proporciones en un espacio desarticulado e irracional para lograr un efecto emocional y artístico. Hay aspectos en este sentido en la obra del Greco, como los colores ácidos y discordantes, una anatomía torturada y alargada, la perspectiva irracional, el tratamiento de la luz en sus composiciones abarrotadas, que encajan plenamente en la corriente manierista.